# Winni Grosbøll
Winni Aakermann Grosbøll (født 16. september 1976 på Bornholm) er en dansk lektor og politiker, der var borgmester i Bornholms Kommune fra 1. januar 2010 til 31. december 2020, valgt for Socialdemokraterne. 
Grosbøll blev student fra Bornholms Gymnasium i 1995 og er uddannet cand.mag. i historie og samfundsfag fra Københavns Universitet.
I 2005 blev hun lærer på Bornholms Gymnasium. 
Hun har tre børn og bor i Rønne.
Grosbøll blev politisk aktiv i DSU i 1992 og har bl.a. været amtsformand for organisationen på Bornholm samt siddet i dens hovedbestyrelse. Hun blev opstillet som spidskandidat til kommunalvalget 2009 og blev borgmester efter en konstituering med Venstre, Dansk Folkeparti og Borgerlisten.
6. november 2020 meddelte Winni Grosbøll, at hun trækker sig fra posten som borgmester ved årsskiftet 2020-21 for at tiltræde stillingen som direktør ved Friluftsrådet.
Grosbøll er blandt de mest citerede borgmestre i Danmark.

## Danmarks populæreste borgmester
Ifølge en måling lavet i 2017 af analysebureauet, Voxmeter, er Winni Grosbøll den mest populære borgmester i Danmark, og hun er ligeledes i 2016 den tredje mest citerede politiker i danske medier.

## Folkemødet
Winni Grosbøll har siden det bornholmske folkemødes start spillet en fremtrædende rolle og i november 2018 blev hun tildelt posten som konstitueret formand for folkemødet efter den afgående formand og forhenværende direktør i Akademikernes A-Kasse, Michael Valentin. Det blev imidlertid ikke til så lang tid som konstitueret folkemødeformand for Grosbøll, der blev afløst på posten af tidligere minister og nuværende formand i Rådet for socialt udsatte, Jann Sjursen, i marts 2019.